# Arulraj Rosli
Arulraj N. A. Rosli (26 de outubro de 1940 — 22 de maio de 2016) foi um ciclista malaio. Representou seu país, Malásia, em duas provas de ciclismo de pista e estrada nos Jogos Olímpicos de Verão de 1964.